# 白団
白団（ぱいだん、ばいだん）は、中華民国総統・蔣介石の要請により中華民国国軍を秘密裏に支援した旧日本軍将校を中心とする軍事顧問団。
1949年から1969年までの間、団長富田直亮（陸軍少将、中国名：白鴻亮）以下83名にのぼる団員が活動した。
白団派遣前にも一部の旧日本軍人辻政信や澄田𧶛四郎、根本博らが軍事顧問として国民党軍に参加しており、彼らは白団には加わらなかったものの、共に中華民国の支援に当たった。

## 白団結成に至る背景
第二次世界大戦および日中戦争後、中国では共産党軍と国民党軍との対立が再燃した。内戦を避けるために様々な交渉が両者の間に行われたが、再び国共内戦がはじまる。
内戦忌避の感情及び国民党軍の腐敗に対する反感を巧みに利用して国民の支持を得た共産党軍は、ソ連からの軍事援助も受ける一方、蔣介石率いる国民党軍はアメリカからの支援もなくなったことで徐々に劣勢に追い込まれた。1948年9月から1949年1月にかけての「三大戦役」で共産党軍は決定的に勝利し、北平、南京、上海などの主要都市を占領、1949年10月1日に共産党による中華人民共和国が成立した。
一方、人民解放軍に対してまともに対抗できないほど弱体化した中華民国政府と蔣介石は台湾への撤退を決定し、残存する中華民国軍の兵力や国家・個人の財産などを国家の存亡をかけて台湾に運び出し、1949年12月に中央政府機構も台湾に移転して台北市を臨時首都とした。
中華人民共和国政府は当初台湾への軍事的侵攻も検討していたが、国民党側の空海軍は健在だったこと及び1950年に勃発した朝鮮戦争に兵力を割かざるを得なくなったことから、人民解放軍による軍事行動は一時的に停止した。
1954年に米華相互防衛条約が調印されると再びアメリカから中華民国政府への支援が再開されるようになった。
アメリカは朝鮮半島の北緯38度線からベトナムの北緯17度線に至るラインで共産主義の拡大を食い止めており、台湾海峡はその前線だった。
1954年9月、中国人民解放軍は金門島の中華民国軍に対し砲撃を行い、翌1955年1月には、一江山島を攻撃、占領した。2月8日から2月11日にかけてアメリカ海軍護衛のもと大陳島撤退作戦が実施され、中華民国軍は浙江省大陳島の拠点を放棄した。
1958年8月には中国人民解放軍は台湾の金門守備隊に対し、砲撃を開始した（金門砲戦を参照）。台湾側は9月11日に中国との空中戦に勝利し、廈門駅を破壊するなどの反撃を行った。アメリカは台湾の支持を表明、アイゼンハワー大統領は「中国はまぎれもなく台湾侵略」を企図しているものと中華民国政府に軍事援助を開始。台湾は金門地区の防衛に成功する。10月6日には中国が「人道的配慮」から金門・馬祖島の封鎖を解除し、1週間の一方的休戦を宣言、アメリカとの全面戦争を避けた。金門砲戦以降も白団は1969年まで国民党軍の指導を行っている（白団メンバーではないが根本博は国民党軍中将として古寧頭戦役などで成果を上げていた。彼らは白団派遣の前後に帰国した）。

## 休戦交渉の推移
1959年9月には、日本の元総理大臣である石橋湛山が私人として中華人民共和国を訪問、周恩来首相との会談を行い、冷戦構造を打ち破る日中米ソ平和同盟を主張。周はこの提案に同意し、台湾（中華民国）に武力行使をしないと約束した（石橋・周共同声明）。
1962年、大躍進政策に失敗して国力を疲弊させた中華人民共和国に対し、蔣介石は大陸反攻の好機と捉え攻撃の計画（国光計画）に着手した。しかし、全面戦争に発展することを恐れたケネディ政権は国光計画に反対を表明、実際に軍事行動に発展することはなかった。その後は1965年に発生した偶発的な東引海戦、東山海戦、烏坵海戦を除き、両岸間での大規模な戦闘は発生していないが、緊張状態は続いている。
台湾海峡以外においても共産党政権はチベットを併合し（1950年）、北ベトナムに対して軍事支援を行うなどの行動を取っていた。
1964年、中国は初の核実験に成功し、大陸反攻は事実上不可能になったが、蔣介石は1975年に死去するまで大陸反攻にこだわり続けた。
外交面ではアジア・アフリカの新興の独立国において中華人民共和国を承認する国が相次ぎ、中華人民共和国は米ソとは立場を異にする第三の大国として浮上した。反対に経済面では中華人民共和国のそれが停滞する一方、台湾はベトナム戦争の特需などにより台湾の奇跡と呼ばれる経済発展を遂げた。

## 教育

### 円山軍官訓練団（1950年 - 1952年）
普通班
普通班は白団が最初に担当した教育課程である。全10期開講され、少尉から少佐までの総勢4071名の学生が修業した。教育内容は歩兵操典を基にした各個教練、戦術、通信、情報、戦史および反共精神等の徹底であった。
高級班
高級班は大佐以上の者で主に黄埔軍官学校や中央軍官学校出身者を対象とした教育課程である。教育内容は軍戦術を中心に戦術原則、図上戦術、兵棋、情報通信、戦史、高等司令部演習及び後勤教育等が実施された。全3期開講され、総勢640名の学生が修業した。
人事訓練班及び聯勤後勤教育
現職の軍首脳部や人事関係者を対象とした講義。聯勤後勤教育は特に聯合勤務総司令部（国防部兵站部門）の将校を対象としたもの。人事訓練班の講義は全2期開講され受講者数は各500名。聯勤後勤教育は聯合勤務総司令部の総司令官以下ほぼ全員の約200名が出席し、兵站について学んだ。
海軍教育
左営の海軍参謀学校において艦艇の操縦法や図上戦術、艦隊演習などの教育を行った。全2期開講され、57名の学生が修業した。

### 石牌実践学社（1952年 - 1965年）
アメリカ軍の正規軍事顧問団派遣にともない円山から石牌に移転して実施された、高級幕僚教育。“地下大学”と呼ばれた。中佐クラス以上を対象とした聯合作戦研究班12期、少佐クラス以下を対象とした科学軍官儲備訓練班3期の他に戦史班4期、高級兵学班6期、戦術教育班3期が開講された。当時の国府軍の中には“石牌実践学社出身でなければ、師団長以上に昇進できない”という不文律まであった。

### 陸軍指揮参謀大学（1965年 - 1968年）
白団団員帰国に際し、台湾へ残留することとなった5名によって、指揮参謀大学（校長：蔣緯国）における教育訓練の見直しが図られた。大学の教官を対象とした教官特訓班、副師団長クラスや団長クラスを対象にした戦術推演指導講習班、演習の際の審判（裁判）能力の向上を目的とした裁判人員師資講習班などの教育指導が行われた。
1968年12月、活動を停止。翌年1月に富田団長を除いて全員帰国。2月、東京で解散式。

### 後方支援

#### 富士倶楽部
白団の教育用カリキュラム作成のため、1952年秋に東京飯田橋に設立された軍事研究所。岡村や及川、小笠原のもと、旧陸軍からは服部卓四郎、堀場一雄、西浦進、今岡富各、榊原正次、都甲誠一、新田次郎、旧海軍からは高田利種、大前敏一、小野田捨次郎、長井純隆などのメンバーが参加し、戦史・戦略・戦術の資料の研究、蒐集や国際情勢、国防問題の分析を行った。蒐集された軍事図書は7千点で、それを基に5千点以上の研究資料が作成された。これらの膨大な資料は台湾にも送られ、白団の教育活動に活用された。また、服部ら富士倶楽部のメンバーも何度か直接台湾に赴き、臨時の講義や国民政府幹部との会見を行っている。1963年ごろまで活動した。

## 関係者

### 募兵
- 岡村寧次　(支那派遣軍総司令官、陸軍大将、陸士16・陸大25)
- 澄田睞四郎　(第1軍司令官、陸軍中将、陸士24・陸大33)
- 十川次郎　(第5軍司令官、陸軍中将、陸士23・陸大33)
- 根本博　（中国名:林保源、駐蒙軍司令官、陸軍中将、陸士23期・陸大34期）
- 小笠原清　(支那派遣軍参謀、陸軍中佐、陸士42)
- 及川古志郎　(軍事参議院、海軍大将、海兵31・海大13)

### 主要団員
- 富田直亮　(中国名:白鴻亮、陸軍上将(台湾)、陸軍少将(日本)、陸士32・陸大39) : 団長、總教官
- 山本親雄　(中国名:帥本源、海軍少将、海兵46・海大30) : 副団長、副總教官
- 本郷健　  (中国名:范健) : 副總教官
- 吉川源三　(中国名:周志澈、陸軍中佐、陸大49)
- 戸梶金次郎（中国名：鐘大鈞、陸軍少佐、陸士47、陸大56優等）
- 岡本秀徹　(中国名:陳萬全)
- 照屋林蔚　(中国名:劉德全)

(照屋敏子の夫、照屋林助、照屋林賢、照屋年之(ガレッジセール・ゴリ)の親戚)
- 中尾一男　(中国名:劉臺源)
- 酒井忠雄　(中国名:鄭忠、陸軍中佐、陸士42)

### 富士倶楽部メンバー
- 服部卓四郎　(参謀本部作戦課長、陸軍大佐、陸士34、陸大42、戦後第一復員庁史実調査部長)
- 堀場一雄　(陸軍大佐、陸士34、陸大42)
- 西浦進　(陸軍大佐、陸士34、陸大42、戦後防衛研修所戦史室長)
- 高田利種　(海軍少将、海兵46・海大28)
- 大前敏一　(海軍大佐、海兵50、海大32)
- 小野田捨次郎　(海軍大佐、海兵48、海大31）

### その他
- 阿尾博政　晩年の富田直亮の秘書を務めた。2014年白団顕彰会を設立

## 評価
蔣介石は白団の軍事顧問としての能力を高く評価しており、国共内戦で壊滅した軍の再建の他、軍の演習計画や動員計画、第一次及び第二次台湾海峡危機における作戦や前述の国光計画の検討などにも参加させた。また、アメリカからの正式な軍事顧問団の派遣後も白団の活動は続いた。蔣介石自身も白団の講義を聴講した他、何度か会合や会食を行っていた。このことから台湾の歴史家の戴国煇は「蔣介石が軍の再建にあたり本当の信を置いたのは（アメリカの軍事顧問団ではなく）日本の軍事顧問団だったことは明らか」と述べている。円山軍官訓練団開講の際に蔣介石は以下のように訓示した。
アメリカ側は国民党軍に旧日本軍人が参加しているのを問題視し、何度か白団の解散を蔣介石に要請したが断られている。